# Wayne Sermon
Daniel Wayne Sermon, né le 15 juin 1984 à American Fork dans l'Utah est un guitariste, musicien multi-instrumentiste, auteur-compositeur et producteur de disques américain. Il est le guitariste principal du groupe de musique Imagine Dragons.

## Biographie

### Jeunesse
Wayne Sermon est né le 15 juin 1984 à American Fork dans l'État de l'Utah. Issu d'une fratrie de cinq enfants, il grandit comme membre de l'Église de Jésus-Christ des saints des derniers jours, mais a depuis quitté l'Église. Dans sa jeunesse, Sermon apprend à jouer à la fois du piano, du violoncelle et de la guitare. Déterminé à être guitariste dès son enfance, il fréquente le Berklee College of Music à Boston où il se spécialise dans la performance et la composition de guitare. Participant à un premier groupe de musique de jazz à cinq guitares appelé The Eclectic Electrics, Wayne Sermon obtient son diplôme du Berklee College of Music en 2008.

### Imagine Dragons (depuis 2009)
Wayne Sermon rencontre pour la première fois Dan Reynolds dans un club de l'Utah en 2009 après l'avoir entendu jouer. Se liant très vite d'amitié et partageant les mêmes goûts musicaux, Reynolds l'invite à déménager à Las Vegas. Peu de temps après, Wayne Sermon propose à deux de ses camarades de promotion du Berklee College of Music de le rejoindre. Ainsi, le bassiste Ben McKee et le batteur Daniel Platzman complètent le groupe Imagine Dragons. Ensemble, ils se produisent presque tous les soirs dans les clubs et casinos de Las Vegas. Wayne Sermon est le guitariste du groupe, mais il compose la musique également. En novembre 2011, ils signent avec le label Universal Interscope Records et commencent à travailler avec le producteur de musique Alex da Kid. En 2012, leur premier album studio Night Visions rencontre un succès international saisissant. L'album atteint la deuxième place de l'année sur le palmarès du Billboard, remportant le Billboard Music Award du meilleur album rock (2014) et le Grammy Award pour la meilleure performance rock. Le groupe Imagine Dragons sort ensuite les albums Smoke + Mirrors en 2015, Evolve en 2017, Origins en 2018 et le double album Mercury – Acts 1 & 2 en 2021 et 2022.

## Équipements

### Guitares électriques
- BilT Electric Guitar with built-in Effects
- Gibson SG

### Guitares acoustiques
- Gibson J-45
- Gibson Honky Tonk Deuce

### Effets et amplificateurs
- Line 6 M9 Stompbox Modeler pédale multi-effets
- Vox AC30
- Friedman Smallbox 50
- 65 Amp 2x12 Whiskey cabinet

## Vie privée
Wayne Sermon a épousé en 2011 Alexandra Hall, une danseuse de ballet. Le couple a trois enfants, River James Sermon né en 2014, Wolfgang Alexander Sermon né en 2016, et enfin une fille, Sunnie Rae née en 2018.[réf. nécessaire]
Sermon souffre d'insomnie chronique, ne dormant que quelques heures par jour, il compose et enregistre souvent des chansons au milieu de la nuit.[réf. nécessaire]

## Discographie

### Imagine Dragons
- 2012 - Night Visions
- 2015 - Smoke + Mirrors
- 2017 - Evolve
- 2018 - Origins
- 2022 - Mercury
- 2024 - Loom